# Wodnik mikronezyjski
Wodnik mikronezyjski (Hypotaenidia wakensis) – gatunek średniej wielkości ptaka z rodziny chruścieli (Rallidae). Występował endemicznie na wyspie Wake (Oceania). Wymarł w latach 40. XX wieku.

## Taksonomia
Po raz pierwszy gatunek opisał Walter Rothschild w 1903 na łamach „Bulletin of the British Ornithologists’ Club”. Holotyp był jednym z 10 okazów pozyskanych na wyspie Wake w 1892 przez japońską wyprawę. Autor nadał nowemu gatunkowi nazwę Hypotænidia wakensis. Wodnik mikronezyjski był później umieszczany w rodzaju Gallirallus (i niekiedy nadal jest tak klasyfikowany), ale obecnie Międzynarodowy Komitet Ornitologiczny (IOC) i inni autorzy ponownie zaliczają go do rodzaju Hypotaenidia. Niekiedy takson ten bywał uznawany za podgatunek wodnika białobrewego (Hypotaenidia philippensis). Okazy muzealne przechowywane są w zbiorach w Nowym Jorku, Tring i Waszyngtonie. Lektotyp przechowywany jest w Amerykańskim Muzeum Historii Naturalnej (Nowy Jork) wraz z 8 innymi okazami pozyskanymi w 1892 dla Alana Owstona. Nie wyróżnia się podgatunków.

## Morfologia
Długość ciała wodnika mikronezyjskiego wynosiła około 22 cm. Długość skrzydła – 95–100 mm (u dwóch okazów o nieznanej płci około 85 mm), dzioba – około 26 mm, skoku – 33 mm, a ogona – 45 mm. Ptaki różniły się upierzeniem w zależności od pory roku; niekiedy pióra były już znoszone. W takim stanie upierzenia wierzch ciała był ciemny, popielatobrązowy. Pokrywy uszne i kantarek ciemnobrązowe. Brew jasna, broda i gardło białawe. Szyja szara. Spód ciała popielaty w białe paski. Sterówki jednolicie brązowe. Pióra skrzydeł i sterówki miękkie, co wskazuje na nikłą zdolność do lotu. W świeżym upierzeniu kolory były żywsze; wierzch ciała bardziej kasztanowy. Skrzydła i ogon miały wyraźnie zaznaczone paski. Dziób i nogi brązowe.

## Zasięg, ekologia, zachowanie
Wodnik mikronezyjski był endemitem wyspy Wake (Oceania), a właściwie atolu złożonego z trzech wysp. Był to jedyny rdzenny ptak lądowy wyspy. Doniesienia sprzed 1942 mówią, że był to wówczas ptak pospolity, zamieszkujący zakrzewienia Pandanus–Cordia z niskimi drzewami Sesuvium. Polinezyjczycy wprowadzili na wyspę szczury (szczury polinezyjskie, Rattus exulans) jeszcze przed nadejściem Europejczyków; chruściele te były więc w stanie współegzystować z nimi. Wodniki mikronezyjskie żerowały, kopiąc w liściach i glebie; zjadały nasiona, owady, małe jaszczurki i pustelniki. Gniazdowały najpewniej między czerwcem a sierpniem; gniazdo stanowiło zagłębienie w ziemi. U tych chruścieli występowało nietypowe gniazdowanie kooperatywne – młodymi opiekowały się całe grupy dorosłych. Prawdopodobnie miało to pomagać w ochronie piskląt przed szczurami i krabami. Według opisu z 1938 były to ptaki bardzo ufne w stosunku do człowieka; podchodziły do kucharzy pracujących w kuchni lokalnego hotelu i zjadały rzucane przezeń resztki pożywienia.

## Status
IUCN uznaje wodnika mikronezyjskiego za gatunek wymarły (EX – extinct). Prawdopodobnie wymarcie zostało spowodowane przez żołnierzy japońskich zjadających wodniki w latach 1942–1945. W 1935 na wyspie wybudowano hotel i lotnisko, które stanowiło jeden z przystanków lotu San Francisco–Hongkong. W 1941 na wyspie postawiono umocnienia w związku z możliwą wojną z Japonią. Wcześniej, w latach 1935–1941, wyspę regularnie odwiedzali pracownicy hotelu, żołnierze i turyści, robiący ptakom zdjęcia i sporządzający notatki. Japonia przypuściła atak na wyspę 8 grudnia 1941 i przejęła nad nią kontrolę 23 grudnia. Następnie oddziały japońskie okupowały ją niemal nieprzerwanie aż do kapitulacji 7 września 1945. Stacjonujący na wyspie żołnierze cierpieli z powodu głodu. Podczas japońskiej okupacji gatunek doprowadzono do wymarcia. Uważa się też, że sporadyczne zalewanie wyspy podczas silnych sztormów było przyczyną znacznej liczby ofiar śmiertelnych wśród wodników mikronezyjskich.